# Божидар Божиков
Божидар Димитров Божиков е български просветен деец, историк и общественик, деец на Македонското културно-просветно дружество „Гоце Делчев“.

## Биография
Божидар Божиков е роден на 3 септември 1900 година в град Фере или Демир Хисар, тогава в Османската империя, в семейството на българския просветен деец и революционер Димитър Божиков от сярското село Савяк.
Установява се в България, където се занимава с просветно дело. Завършва история в Софийския университет през 1926 година. Преподава във Варна между 1928 и 1934 година и в София между 1934 и 1946 година. Главен инспектор е в Министерството на народната просвета между 1946 и 1949 година. От 1950 до 1964 година е Старши научен сътрудник и завеждащ секция Обществена и духовна култура (1954 – 1964) на Етнографския музей при БАН. Директор е на музея между 1949 и 1964 година и е заместник-директор на Етнографския институт с музей между 1950 и 1964 година. Хоноруван преподавал по история във Филологическия факултет и по архивознание във Философско-историческия факултет на Софийския университет до 1957 година. Председател е на Българското историческо дружество между 1945 и 1947 година. 
Историк е, автор на учебници по история и публикации за Илинденско-Преображенското въстание, и е дългогодишен член на Централното Ръководство на Македонското културно-просветно дружество „Гоце Делчев“ след 1944 година. Дългогодишен отговорен редактор е на списанието „Бюлетин на Съюза на македонските културно-просветни дружества в България“. До 1973 година е председател на Серско-драмската секция на Македонското културно-просветно дружество „Гоце Делчев“.
Умира на 17 септември 1991 година в София.